# Jefferson's Tree of Liberty
Albums de Jefferson Starship
Across the Sea of Suns
(2001)
Jefferson's Tree of Liberty est un album de Jefferson Starship sorti en 2008.

## Titres
1. Wasn't That a Time (Lee Hays, William Lowenfels, Paul Kantner) – 2:38
2. Follow the Drinking Gourd (trad.) – 3:04
3. Santy Anno (trad. arr. Kantner) – 3:14
4. Cowboy on the Run (Dino Valenti) – 4:34
5. I Ain't Marching Anymore (Phil Ochs, Cathy Richardson) – 3:13
6. Chimes of Freedom (Bob Dylan) – 3:54
7. Genesis Hall (Richard Thompson) – 3:14
8. Kisses Sweeter than Wine (Paul Campbell, Huddie Ledbetter) – 3:30
9. Royal Canal (The Auld Triangle) (Brendan Behan) – 3:17
10. Rising of the Moon (J. K. Casey, Turlough O'Carolan) – 2:08
11. Frenario (trad.) – 4:07
12. In a Crisis (World Entertainment War) – 4:45
13. Maybe for You (Terry Terrell) – 2:51
14. Commandante Carlos Fonseca (Carlos Mejia-Godoy, Tomás Borge) – 3:24
15. Pastures of Plenty (Woody Guthrie) – 3:22
16. Imagine Redemption (John Lennon, Bob Marley) – 3:13
17. On the Threshold of Fire (Kantner) – 4:49
18. The Quiet Joys of Brotherhood (trad., Richard Fariña) – 2:58
19. Surprise Surprise (Jack Traylor, Grace Slick, Kantner) – 4:53 (morceau caché)

## Musiciens
- Paul Kantner : chant, guitares, banjo
- David Freiberg : chant, guitares
- Cathy Richardson : chant, harmonica, guitare acoustique
- Chris Smith : piano, basse, accordéon, tin whistle, synthétiseur
- Slick Aguilar : guitares
- Prairie Prince : batterie, percussions
- Darby Gould : chant
- Diana Mangano : chant